# Universidade de Miami

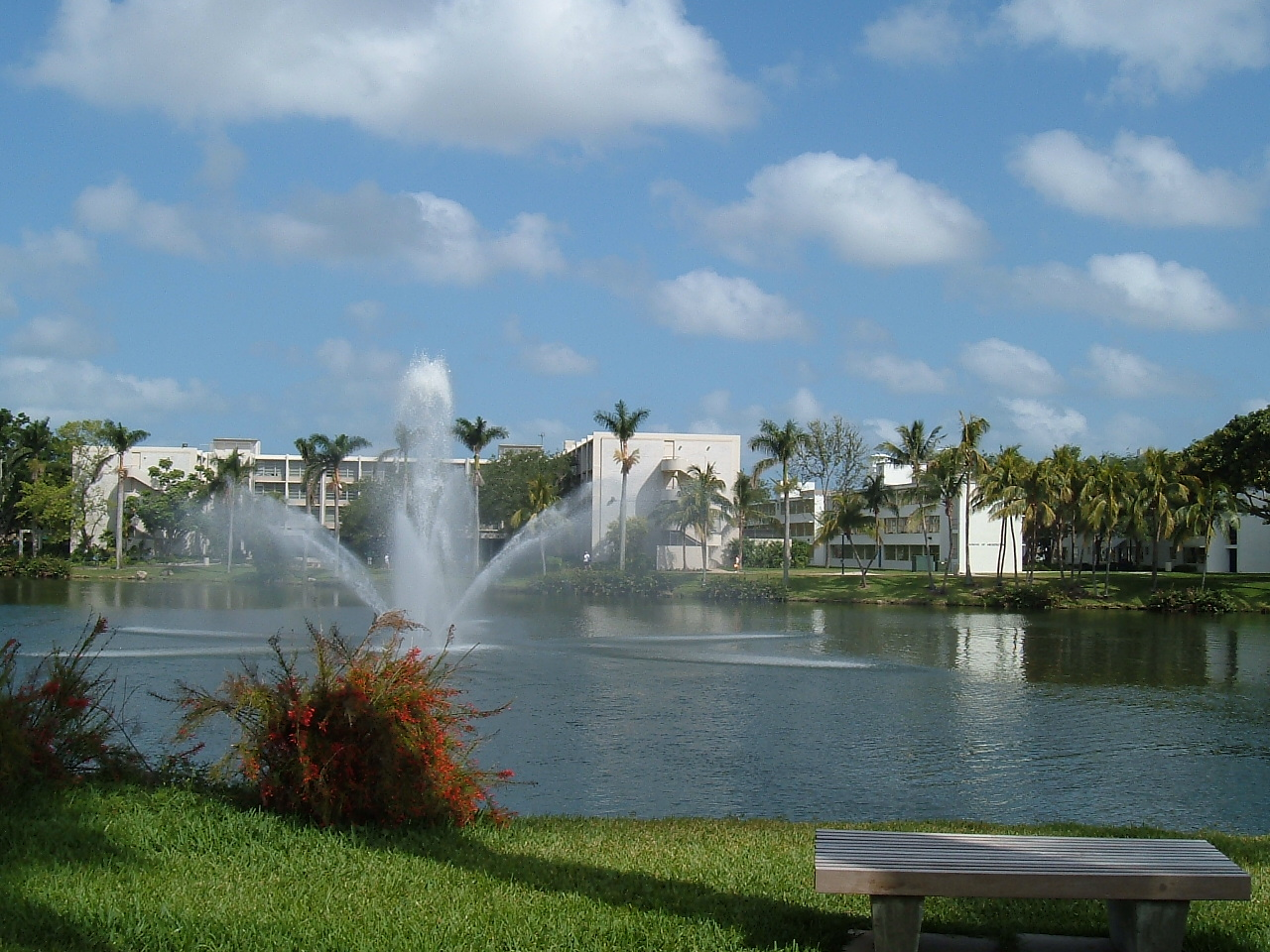
Campus principal da Universidade de Miami

A Universidade de Miami (em inglês, University of Miami, também conhecida por Miami of Florida, UM, ou apenas The U) é uma universidade particular fundada em 1925 com seu campus principal na cidade de Coral Gables, na região metropolitana de Miami, Flórida, nos Estados Unidos.